# Psyllaephagus burnsi
Psyllaephagus burnsi är en stekelart som först beskrevs av Girault 1921.  Psyllaephagus burnsi ingår i släktet Psyllaephagus och familjen sköldlussteklar. Inga underarter finns listade i Catalogue of Life.